# Qaraunas
Die Qara'unas oder Negüderi waren den Mongolen zugerechnete Reiternomaden, die im 13./14. Jahrhundert am Hindukusch und in Sistan nomadisierten. Um 1300 war Ghazna ihre inoffizielle Hauptstadt.

## Geschichte
Um 1229 ließen sich verschiedene mongolische Truppenführer am Hindukusch nieder und unternahmen in den folgenden Jahrzehnten Raubzüge nach Indien. Die von ihnen rekrutierten (großteils einheimischen) Truppen bildeten den Kern der späteren Qara'unas-Armee. Bei der Aufteilung des mongolischen Reiches in verschiedene Interessensphären setzte sich um 1262 der Tschagatai-Khan Algui (reg. 1260–1264/6) als Oberherrscher am Hindukusch durch. Ein Teil der Qara'unas ordnete sich aber 1279 dem Ilchan Abaqa (reg. 1265–82) unter und unterstützte später dessen Sohn Arghun (reg. 1284–91) in den Machtkämpfen bei seiner Thronbesteigung. 
Um 1303 erwähnt der Geschichtsschreiber Raschid ed Din einige Prinzen der Tschagatai als Anführer der Qara'unas-Armee. Besonders bekannt ist hierbei Qutlugh Khoja, ein Sohn des Khans Du'a, der eigene Münzen prägte und 1299 eine große Armee gegen den Delhi-Sultan Ala ud-Din Khalji (reg. 1296–1316) führte. Darüber hinaus werden mehrere Emire als selbständige Anführer beschrieben. Herausragendes Beispiel ist hier der Emir Kazagan (reg. 1346–1357), der 1346 den Tschagatai-Khan Kazan (reg. 1330er/1343–1346) besiegte und tötete und fortan den Westteil des Khanats (unter Nominalherrschaft eines von ihm eingesetzten Khans) verwaltete. Kazagans Enkel Hussain wurde 1370 von seinem Rivalen Timur Lenk (reg. 1365/70–1405) besiegt, woraufhin die Qara'unas als selbständige Gruppierung aus der Geschichtsschreibung verschwanden. 
Die heutigen Hazara, eine Volksgruppe (teils) mongolischer Herkunft, werden als ihre Nachkommen betrachtet.
Die Qara'unas werden oft im gleichen Atemzug mit den Nikudarian genannt, führerlosen mongolischen Truppen ungeklärter Herkunft, die sich im 13. Jahrhundert ebenfalls als Räuberbanden betätigten und teils mit den Qara'unas kooperierten.